# Antofagasta (prowincja)
Antofagasta (hiszp. Provincia de Antofagasta) – prowincja w Chile, wchodząca w skład regionu Antofagasta, ze stolicą w Antofagasta. Funkcję gubernatora od 27 sierpnia 2013 sprawuje Mauricio Muñoz Burgos. W 2017 roku prowincję zamieszkiwało 398 843 mieszkańców.

## Położenie
Prowincja położona jest na północy kraju, w południowej części regionu. Graniczy z 2 prowincjami na północy: Tocopilla i El Loa. Od wschodu sąsiaduje z Argentyną, od zachodu obszar ograniczają wody Oceanu Spokojnego.

## Podział administracyjny
Prowincja dzieli się na 4 gminy:
- Antofagasta
- Mejillones
- Sierra Gorda
- Taltal

## Gubernatorzy
Lista gubernatorów:
| Gubernator                    | Partia | Okres urzędowania                |
| ----------------------------- | ------ | -------------------------------- |
| Luis Hernán Pavez Saa         | ?      | 11 marca 1990 - 11 marca 1994    |
| Tomislav Ostoic Ostoic        | ?      | ? - 11 marca 2000                |
| Augusto Montenegro Araya      | PS     | 11 marca 2000 – 2002             |
| Cristián Pizarro Pavez        | PS     | 2002 - 2004                      |
| Cristián Castro Muñoz         | ?      | 2002 - ?                         |
|                               |        | 2004 – 11 marca 2006             |
| Arnaldo Gómez Ruiz            | DC     | 11 marca 2006 - 13 czerwca 2008  |
| Jorge Arangua Coustasse       | DC     | 13 czerwca 2008 - 11 marca 2010  |
| Pablo Toloza                  | UDI    | 17 marca 2010 - 24 kwietnia 2012 |
| Constantino Zafirópulos Bossy | RN     | 24 maja 2012 - 25 kwietnia 2013  |
| Mauricio Muñoz Burgos         | IND    | 27 kwietnia 2013 -               |